# Chrystyna Suschko

Vom UINP veröffentlichtes Poster von Chrystyna Suschko

Chrystyna Jewheniwna Suschko (ukrainisch Христина Євгенівна Сушко, * 9. September 1894 in Kiew, Russisches Kaiserreich; † 7. Februar 1967 in Genf) war eine ukrainische Medizinerin und Offizierin.

## Biografie
Chrystyna war eine Fürstin der Familie Trubezkoi. Nach dem Gymnasium begann sie ein Studium an der medizinischen Fakultät der Kaiserlichen Moskauer Universität. Mit Beginn des Ersten Weltkriegs trat sie freiwillig der Südwestfront, einem Großverband der Kaiserlich Russischen Armee, bei und war als Sanitäterin tätig. Nach der Oktoberrevolution töteten die Bolschewisten ihren Sohn und ihre Großmutter und sie floh nach Kiew. Symon Petljura, ein Vertrauter ihrer Familie, riet Chrystyna, ein Pseudonym anzunehmen, um ihre adelige Herkunft zu verbergen.
Später arbeitete sie in einem Militärkrankenhaus der Armee der Ukrainischen Volksrepublik (UNR) und trat als Militärsanitäterin den Sitscher Schützen bei. Zu dieser Zeit lernte sie Oberst Roman Suschko kennen, den sie heiratete. Im Sommer 1919 wurde sie in den aktiven Militärdienst aufgenommen. Am 5. Juni 1919 wurde sie während Kampfhandlungen in der Nähe des Dorfes Mala Salycha (Rajon Chmelnyzkyj) von den Bolschewisten gefangen genommen und gefoltert. Sie konnte entkommen, indem sie auf das Dach eines Zugs kletterte, und übermittelte Informationen über den Standort des Feindes, nachdem sie die ukrainischen Stellungen erreicht hatte. Am 10. Juli wurde sie durch zwei Maschinengewehrkugeln in ihrer rechten Hand verwundet, blieb jedoch auf dem Schlachtfeld. Während Kämpfen im August erlitt sie eine Gehirnerschütterung, die zu einer Lähmung der rechten Seite führte.
Nach der Behandlung kehrte sie 1920 zur Armee der UNR zurück. Sie wurde der 6. Sitsch-Gewehrdivision von Oberst Marko Besrutschko zugeteilt, wo sie Sanitäterin in der 46. Division wurde. Im Juni erlitt sie während der Nachhutkämpfe bei Perha (Oblast Schytomyr) eine schwere Bauchwunde und Rückenmarksschäden. Mit Petljuras Hilfe gelang es ihr, Geld für eine Behandlung im Ausland zu bekommen. Später schrieb er darüber, dass dies „die Erfüllung der Pflicht des Staates und seiner Behörden gegenüber einer seiner besten Töchter“ war. Suschko wurde zum Leutnant befördert. Sie war die einzige Frau der Armee der UNR, die einen Offiziersrang erhielt. Suschko kümmerte sich um die in Polen internierten Soldaten der UNR, die nach dem Rückzug vor den Bolschewisten und den Weißen dorthin geflohen waren. Sie beteiligte sich an den Aktivitäten des Ukrainischen Roten Kreuzes und baute seine Beziehungen zum Amerikanischen Roten Kreuz auf. Nach dem endgültigen Rückzug der ukrainischen Armee nach Polen in den Jahren 1922–23 vertrat sie die Interessen der Militärinvaliden in Kalisz und übernahm eine Führungsrolle in der Ukrainischen Frauenunion.
Die Ehe mit Roman zerbrach 1925 aufgrund seiner Untergrundaktivitäten in der Ukrainischen Militärorganisation. Nach einer Langzeitbehandlung gelang es Suschko, die Beweglichkeit ihrer Gliedmaßen wiederherzustellen. An der Universität La Sapienza konnte sie schließlich ihre medizinische Ausbildung im Hauptfach Kardiologie abschließen. Sie pflegte Kontakte zum Emigrantenumfeld. 1932 traf sie Jewhen Konowalez, den Leiter der OUN. 1935 eröffnete sie ihre eigene Arztpraxis in Nizza. Nach dem Zweiten Weltkrieg war sie in der Amerikanischen Besatzungszone als Medizinerin der United States Army in Lagern für Vertriebene in Mannheim, Würzburg, Leipzig, Dillingen und Günzburg, in denen sich überwiegend Ukrainer befanden, tätig. Nach 1950 arbeitete sie für einige Zeit als Ärztin in Afrika. Suschko starb am 7. Februar 1967 in Genf.

## Nachwirkung
2019 kreierte das Ukrainische Institut für Nationale Erinnerung das Ausstellungsprojekt „Die Militärelite der Ukrainischen Revolution 1917–1921“, das 12 Poster ukrainischer Offiziere zeigte, darunter Suschko.
Im Januar 2020 wurde durch einen Beschluss des Kiewer Stadtrats eine Straße im Rajon Swjatoschyn nach Suschko benannt.